# Landesjugendring Nordrhein-Westfalen
Der Landesjugendring Nordrhein-Westfalen (LJR NRW) wurde 1948 von Jugendverbänden in Nordrhein-Westfalen gegründet. Die zentrale Aufgabe des Landesjugendrings NRW besteht darin, die Rahmenbedingungen der Jugendverbandsarbeit mitzugestalten und abzusichern. Der Landesjugendring NRW vertritt die gemeinsamen Interessen der Mitglieds- und Anschlussverbände sowie die junger Menschen in der Öffentlichkeit, insbesondere gegenüber Parlament und Regierung. Darüber hinaus engagiert sich der Landesjugendring NRW bspw. in Landesjugendhilfeausschüssen, Ausschüssen der Rundfunkanstalten, des Jugendschutzes und in Beiräten verschiedener Einrichtungen. Ausgehend vom Verständnis von Kinder- und Jugendpolitik als Querschnittsaufgabe nimmt der Landesjugendring NRW Stellung zu Grundsatzfragen der Kinder-, Jugend-, Bildungs- und Gesellschaftspolitik.

## Organisation
- Der Landesjugendring NRW ist ein eingetragener Verein. Seine Organe sind die Vollversammlung, der Hauptausschuss und der Vorstand. Der Vorstand wird von den Mitgliedern der Vollversammlung gewählt.
- Im Landesjugendring NRW sind 26 Mitglieds- und Anschlussverbände zusammengeschlossen. Die Mitgliedsverbände entsenden stimmberechtigte  Vertreter in die Vollversammlung und den Hauptausschuss. Alle Mitgliedsverbände können in den Gremien des Landesjugendrings NRW gleichberechtigt mitwirken und -entscheiden. Die Mitgliedschaft im Landesjugendring NRW setzt die Anerkennung des Grundgesetzes der Bundesrepublik Deutschland voraus.

## Mitglieds- und Anschlussverbände im Landesjugendring NRW

### Mitgliedsverbände
- Arbeitsgemeinschaft der Evangelischen Jugend in NRW
- Alevitische Jugend in NRW
- Arbeiter-Samariter-Jugend
- Bund der Deutschen Katholischen Jugend Landesstelle NRW
- BUNDjugend NW
- Deutsche Beamtenbund-Jugend NRW
- Deutsche Wanderjugend – Landesverband NW e.V.
- Deutscher Pfadfinder*innenverband NRW
- Deutsches Jugendrotkreuz – Landesverband Nordrhein und Landesverband Westfalen-Lippe
- DGB-Jugend NRW
- DIDF-Jugend NRW
- djo – Deutsche Jugend in Europa – Landesverband NRW e.V.
- Jugendfeuerwehr NRW
- Landesarbeitsgemeinschaft kommunaler Jugendringe NRW
- Landjugend – Rheinische Landjugend e.V. und Westfälisch-Lippische Landjugend e.V.
- Landesjugendwerk der AWO NRW
- Landesmusikjugend NRW im Volksmusikerbund
- LandesMusikVerband NRW 1960 – (Bundesvereinigung Deutscher Musikverbände)
- Naturfreundejugend Deutschlands – Landesgruppe NRW
- Naturschutzjugend im NABU – Landesgeschäftsstelle NRW
- Ring deutscher Pfadfinder- und Pfadfinderinnenverbände NRW e.V.
- Sängerjugend im Sängerbund NRW e.V.
- SJD – Die Falken, Landesverband NRW
- Sportjugend Nordrhein-Westfalen im Landessportbund Nordrhein-Westfalen e.V.
- THW-Jugend NRW e.V.

### Anschlussverbände
- Junge Europäische Föderalisten NRW

### Ehemalige Mitgliedsverbände
- Jugendverband Computer & Medien – Stenojugend NRW (bis 2023)